# Alberto Fortis
Alberto Fortis (Domodossola, 3 giugno 1955) è un cantautore, scrittore e poeta italiano.
Musicista eclettico e polistrumentista, Fortis è considerato uno dei più importanti esponenti del cantautorato italiano.
Durante la sua lunga carriera, cominciata nel 1979, ha collaborato con numerosi artisti di fama nazionale ed internazionale tra i quali George Martin, Carlos Alomar, Franco Califano, Roberto Vecchioni, Biagio Antonacci, la Premiata Forneria Marconi e la London Philharmonic Orchestra; ha inoltre aperto i concerti di James Brown e Bob Dylan.
Dopo un grande successo sia commerciale che di critica negli anni '80, il cantante decide di continuare a sperimentare nuovi generi e di proporre nuove sonorità nei successivi decenni.
Nella sua carriera Fortis ha ricevuto un ampio elogio da parte della critica specializzata per diversi lavori; tra questi il disco eponimo Alberto Fortis, del 1979, che è stato inserito nella classifica dei migliori 100 dischi italiani della storia redatta dalla rivista Rolling Stone.
Oltre alla sua attività nel mondo della musica, Fortis è anche regista (spesso per i propri video musicali), poeta e scrittore con all'attivo due raccolte di poesie e un'autobiografia.
Ha venduto nel mondo oltre un milione e mezzo di copie certificate.

## Biografia
Di origini ebraiche, imparentato con l'ex presidente del Consiglio dei ministri del Regno d'Italia Alessandro Fortis, trascorre l'infanzia e l'adolescenza a Domodossola, sua città natale. Il padre era un medico chirurgo promosso colonnello degli Alpini per i meriti acquisiti in un'azione umanitaria, che fu anche direttore sanitario dell’ospedale cittadino. Nella sua famiglia c'è un altro luminare della medicina: il professor Lino De Gasperis – primo cugino della mamma di Alberto, scomparsa quando lui aveva 17 anni – che fu uno dei primi cardiochirurghi italiani di grande fama, nonché maestro del professor Gaetano Azzolina. Da bambino subisce già il fascino della musica e a 13 anni è batterista in una band giovanile chiamata i Paip's, dal nome del locale di Sestriere dove aveva iniziato a esibirsi davanti al pubblico come musicista. Inizierà poi a suonare il pianoforte a 18 anni.
Terminati gli studi superiori si trasferisce a Genova per iscriversi alla Facoltà di Medicina e Chirurgia. In quegli anni comincia a suonare il piano e a comporre canzoni. Dopo pochi esami si ritira dagli studi universitari e si sposta a Roma, dove lavora come grafico e intanto cerca di introdursi, inizialmente senza successo, nell'ambiente musicale. L'anno successivo riprende la trafila presso i discografici, questa volta a Milano, dove riesce a entrare in Polygram Philips Records, attuale Universal Music, grazie al paroliere Alberto Salerno. L'azione congiunta di Alberto Salerno, che riesce a organizzare un incontro con i vertici della Polygram, della discografica Mara Maionchi e dell'arrangiatore e produttore Claudio Fabi, risulta decisiva per aiutare Alberto Fortis nel suo obiettivo di pubblicare il suo primo disco, che si chiama appunto Alberto Fortis, uscito nel 1979, accompagnato dalla Premiata Forneria Marconi al completo.
Le canzoni A voi romani e Milano e Vincenzo vengono osteggiate dal circuito radio-televisivo ufficiale a causa dei testi, ma ottengono una grande diffusione soprattutto grazie alle emittenti libere che ne decretarono l'ampio successo. "Vincenzo" fa riferimento al famoso produttore discografico Vincenzo Micocci, che ritardò l'avvio di carriera del giovane Alberto Fortis.  I due si riappacificarono in seguito, con Fortis che nel 2010 pubblica il brano "Vincenzo io ti abbraccerò". Vincenzo Micocci invece intitola la propria autobiografia "Vincenzo io ti ammazzerò", a richiamare il brano di Fortis. 

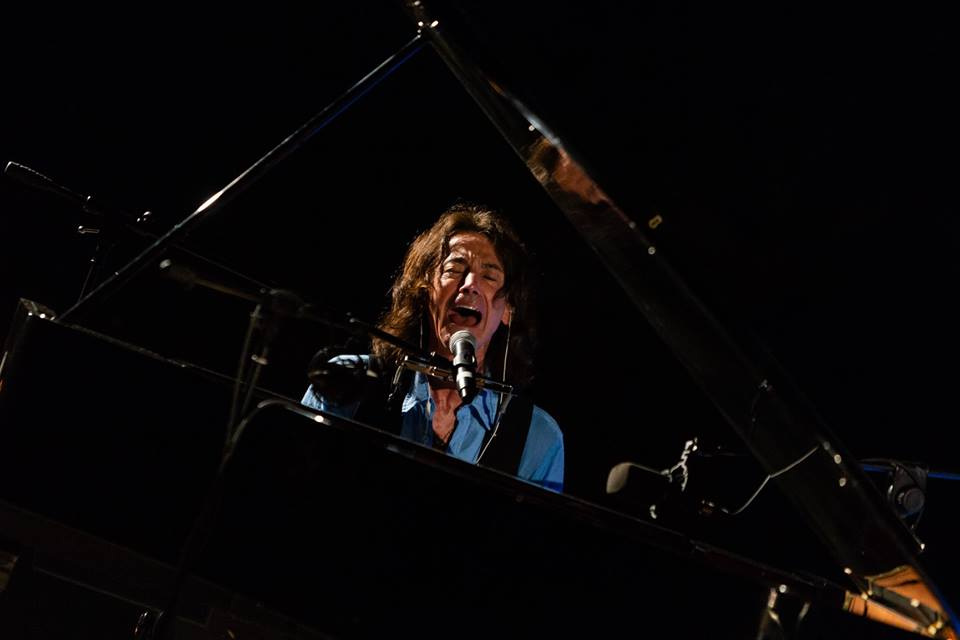
Alberto Fortis in concerto a Lecce nel luglio 2018

Nel 1979 Fortis apre il concerto di James Brown allo stadio Braglia di Modena. Dopo un brevissimo cameo nel cinema, dove interpreta una parte in Liquirizia di Salvatore Samperi, esce il suo secondo album Tra demonio e santità, un concept album incentrato sul dialogo tra il bene e il male che ottiene un buon successo ma minore rispetto al disco d'esordio. Il terzo album, La grande grotta pubblicato nel 1981, registrato al One Step Up Studio di Los Angeles, si rivela essere il suo album più venduto, anche grazie a canzoni come Settembre e La nena del Salvador.
Dopo l'uscita di Fragole infinite (1982) registrato a Londra negli Abbey Road Studios ed El nino (1984), Fortis continua a incidere album senza ottenere successo rilevante, e si trasferisce negli Stati Uniti dove nel 1987 registra Assolutamente tuo, album che contiene il brano Qui la luna partecipante al Festivalbar, la cui produzione e gli arrangiamenti sono di Carlos Alomar, chitarrista e compositore molto conosciuto per la sua collaborazione con David Bowie, avendo suonato nei suoi album più di ogni altro musicista.
Nel 2005 prende parte a O' Scià, il festival ideato da Claudio Baglioni sulla spiaggia dell'isola di Lampedusa.
Nel 2006 ha preso parte alla terza edizione del reality show di Rai 2 Music Farm, classificandosi quarto.

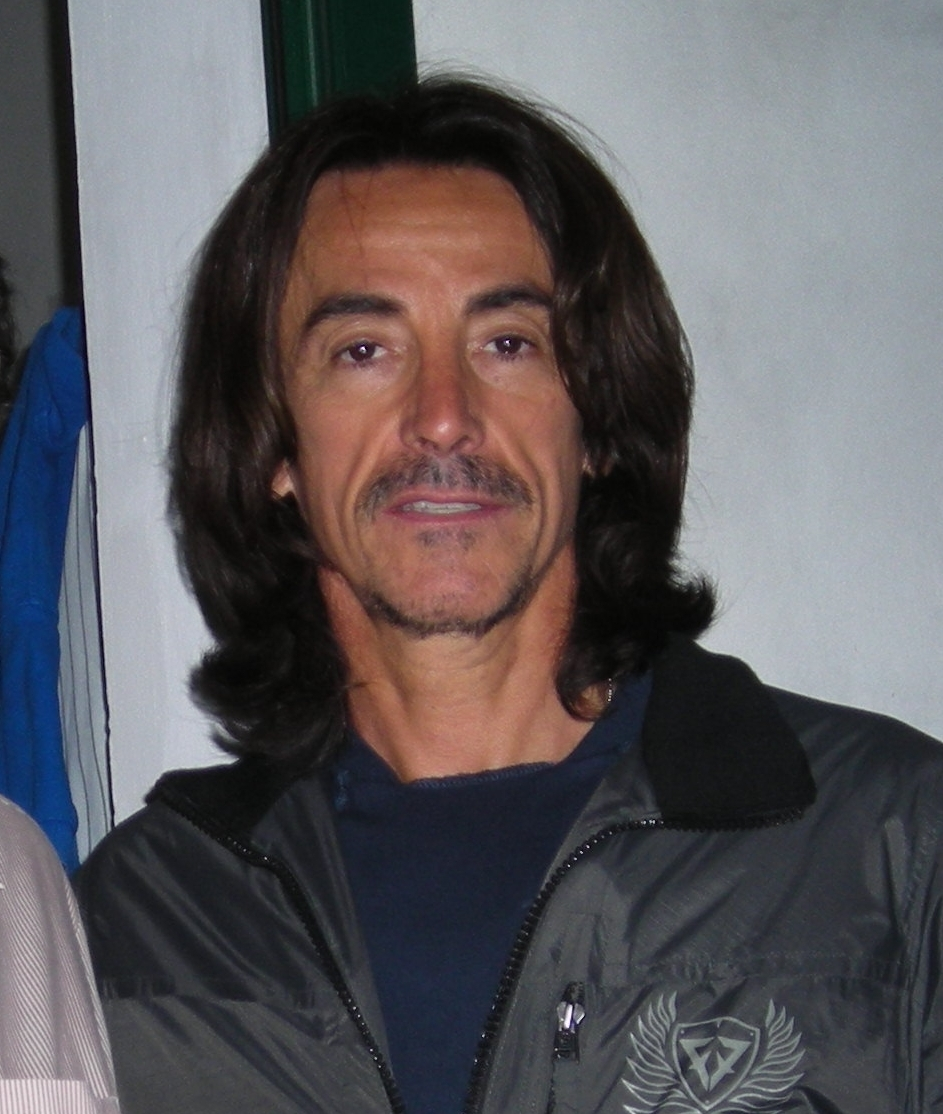
Fortis nel 2007

Dal 2008 è testimonial ufficiale dell'associazione di volontariato dei City Angels.
Il 12 novembre 2010 è ospite nel programma televisivo I migliori anni di Carlo Conti, in cui si esibisce con una versione modificata di Milano e Vincenzo, cantando Vincenzo io ti abbraccerò.
Il 30 settembre 2014 è uscito il suo album di inediti Do l'anima, a distanza di nove anni dal precedente progetto discografico.
Con te è il diciannovesimo lavoro discografico (Extended play) di Alberto Fortis, pubblicato nel 2016 da Sony Music Italy.
Nel 2018 esce il doppio album 4Fortys, col quale festeggia quarant'anni di carriera. Il disco comprende tutti i brani dell'album di esordio eseguiti in piano e voce live, alcuni brani celebri del repertorio e tre inediti: Venezia, Maphya e Caro Giuseppe. Il 14 dicembre dello stesso anno esce l'album raccolta in formato vinile I Love You su etichetta Playaudio al quale segue, nel febbraio dell'anno seguente, il singolo I Love You.
Nel novembre 2019 esce il box 1° officiALive che contiene due CD con le registrazioni dei brani live eseguiti al Castello Sforzesco il precedente 9 giugno, oltre a un libro con foto, immagini, appunti inediti provenienti dall'archivio personale di Alberto Fortis e un DVD, tutto distribuito dall'etichetta Azzurra Music. Nel dicembre dello stesso anno il canale satellitare Sky Arte gli dedica una puntata del programma "33 giri Italian Masters" in cui narra in prima persona aneddoti sulla propria carriera e in particolare sull'incisione del suo primo album.
Nel 2020 pubblica per la major Universal Music Group il singolo Nyente da diRe. Questo brano inedito, registrato a Milano e masterizzato a New York da Greg Calbi presso gli studi Sterling Sound, è stato realizzato ed arrangiato dallo stesso Fortis insieme allo storico collaboratore Franco Cristaldi.
L'8 febbraio 2022 è stato annunciato, in collaborazione con Tony Cicco e i Deshedus, come uno dei 9 "Big" partecipanti a Una voce per San Marino 2022, festival musicale volto a selezionare il rappresentante sanmarinese all'Eurovision Song Contest 2022 a Torino.

## Vita privata
Molto riservato nella sua vita privata, Fortis ha avuto una relazione con Rossana Casale durante gli anni’80.
Si è spesso dichiarato religioso, dicendo: «credo che esista una forma superiore e una continuazione della vita» e, nonostante nella sua vita abbia approfondito molti percorsi spirituali e religiosi diversi, crede che «[…] La più bella di tutte le religioni è il cristianesimo, cui appartengo, perché il concetto della cristianità è qualcosa di meraviglioso, qualcosa che potrebbe fare di questo mondo un piccolo Eden». Assieme all’amico Don Gabriele Corini ha composto la canzone Aldilà, tratto dal suo album Con te e dedicata a Papa Francesco.

## Stile musicale
Polistrumentista autodidatta, Fortis è in grado di suonare il pianoforte e l'armonica a bocca oltre ad avere delle buone conoscenze tecniche della batteria (strumento che suonava in gioventù). Caratteristica della sua discografia è la voce dotata di una vasta estensione vocale e di un timbro molto riconoscibile.
Noto per pluralità di fonti musicali a cui attinge, durante la sua carriera ha spaziato tra il pop, la musica d'autore, il gospel e la musica latina.

## Discografia

### Album in studio
- 1979 – Alberto Fortis (Philips, 6323 073)
- 1980 – Tra demonio e santità (Philips, 6323 101)
- 1981 – La grande grotta (Philips, 6492 118)
- 1982 – Fragole infinite (Philips, 6492 135)
- 1984 – El niño (Philips, 822 040-1)
- 1985 – West of Broadway (Philips, 826 270-1)
- 1987 – Assolutamente tuo (CBS)
- 1990 – Carta del cielo (CBS)
- 1994 – Dentro il giardino (Virgin Records)
- 2001 – Angeldom (Sony Music)
- 2005 – Fiori sullo schermo futuro (Universal Music)
- 2014 – Do l'anima (Sony Music)

### Live
- 1991 – L'uovo (CBS)
- 2009 – Concerto dal vivo
- 2018 – 4Fortys
- 2019 – 1° officiALive

### EP
- 2016 – Con te (Sony Music)
- 2019 – MamaBlu

### Raccolte
- 1984 – Fortissimo (Universal Music)
- 2003 – Universo Fortis (Universal Music)
- 2006 – In viaggio (Sony Music)
- 2008 – Vai protetto (Sony Music)
- 2018 – I Love You (Sony Music)

### Singoli
- 1978 – Milano e Vincenzo • Il duomo di notte (Philips, 6025 211)
- 1979 – La sedia di lillà • L'amicizia (Philips, 6025 245)
- 1980 – Prendimi fratello • T'innamori (Philips, 6025 253)
- 1981 – La neña del Salvador • La grande grotta (Philips, 6025 278)
- 1984 – Svegliati amore con me • La sedia elettrica (Philips, 880 223 7)
- 1986 – Stelle nella notte • Love is alive (Philips, 884 405 7)
- 1990 – Vita che è vita • Carta del cielo (CBS)
- 2019 – I Love You • I Love You (English Version)
- 2019 – MamaBlu • Il malato e il sogno
- 2020 – NYente da diRe • Terra 20000
- 2023 - Mambo Tango Cha Cha Cha
- 2025 - Shopping con Alanis

## Opere

### Libri
- Al. Che fine ha fatto Yude? - 2010

### Raccolte di poesie
- Tributo giapponese - 1988
- Dentro il giardino - 1994

## Premi e riconoscimenti
- Il disco Alberto Fortis viene inserito nella lista dei migliori 100 dischi italiani della storia redatta da Rolling Stone - 2012
- Ambrogino d'oro da parte del comune di Milano - 2014
- Leone d'oro di Venezia alla carriera - 2022

## Incisioni e interpretazioni
- La sedia di lillà - Antonella Ruggiero ha inciso il brano nel 2014 con la collaborazione di Luca Vicini "Vicio" (arrangiamento, basso e programmazione) e di Roberto Colombo (programmazione archi). La registrazione è contenuta nell'album "Quando facevo la cantante" (2018) - CD3 "La canzone d'autore".